# Danny Way
Danny Way, ameriški poklicni rolkar, * 15. april 1974, Portland, Oregon, ZDA.
V mladosti je Way najraje rolkal na poligonu za rolkanje Del Mar skateboarding ranch. Pri enajstih letih je osvojil prvo tekmovanje ,na katerega se je prijavil. Kmalu za tem sta ga začela sponzorirati Christian Hosoi in Vision.
Pri rosni mladosti 14. let ga je že sponzoriralo podjetje Bone brigade, ki pa jo je po nekaj mesecih zapustil in postal poklicni rolkar za H-street.
Leta 1991 je izbran za rolkarja leta v reviji Thrasher. Zapusti podjetje Blind in so-ustanovi podjetje Plan B.
Danny Way si zlomi vrat pri surfanju leta 1994. Takoj po enem letu intenzivne rehabilitacije mu uspe osvojiti tekmovanje Tampa pro v vertikalnem rolkanju.
Leta 1997 Way zgradi prvo v seriji velikih ramp (half-pipeov) in postavi nekaj rekordov, ki pa so ostali v senci skoka iz helikopterja v half-pipe. Čez dve leti ponovi skok za MTVjev športni in glasbeni festival, čeprav je imel izpahnjeno ramo.
V obdobju od leta 1999 do 2002 je nanizal 7 operacij, od tega 5 na kolenu in 2 na rami.
Leta 2002 se mu prvič porodi ideja o Megarampu, ki ga tudi zgradi. Na njem postavi nova rekorda - skok 65 čevljev (20 m) v dolžino in skok iz krivine v zrak za 18 čevljev in 3 inče (5,5 m).
Rekorda znova podre leta 2003 na novi, večji rampi - 75 čevljev (23 m) v dolžino in višino 23,5 čevljev (7,2 m). Posnetke teh rekordov in drugih trikov prvič vidimo v rolkarskem filmu The DC video leta 2003. Isto leto Megarampu doda še zaboj in ograjo ter preseneti s popolnoma novim delom v podaljšani različici filma, ki je izdana še pred koncem leta.
Leta 2004 X games kot prvi organizirajo tekmovanje na repliki Megarampa, ki ga po pričakovanju večine zmaga prav Way in pri tem postavi nov rekord skoka v dolžino, 79 čevljev (24 m). To leto Way postane prvi, ki je bil za rolkarja leta izbran dvakrat.
9. julija 2005 Way uspešno preskoči Kitajski zid, vendar mu ne uspe podreti rekorda za najvišji skok v višino, saj ni mogel pristati. Dogodek so v živo prenašali preko interneta.
6. aprila 2006 je postavil še en svetovni rekord, ko je skočil s 25 m visoke kitare pri Hard rock caffe v Las Vegasu v "quater-pipe".
| - Plan B (1991–1997, 2005– ) - Capix - DC (1989–) - Independent - Nixon - RDS - Spy - Alien workshop (???–2005) - Gullwing - Speeed - Santa Cruz Bicycles - Blind (1990–1991) - H-street (1988–1990) - Bones brigade (1988–1988) | - The DC video (DC, 2003) - The revolution (Plan B, 1997) - Stars and bars (Plan B, 1995) - Second hand smoke (Plan B, 1994) (samo dva trika, zlomljen vrat) - Virtual reality (Plan B, 1993) - Questionable (Plan B, 1992) - Risk it (Speed, 1990) - Full power trip (Gullwing, 1990) - Speed freaks (Santa Cruz Bicycles, 1989) - Hokus pokus (H-street, 1989) - Shackle me not (H-street, 1988) - Public domain (Powell Peralta, 1988) |